# Äpäräjärvi
Äpäräjärvi är en sjö i Pajala kommun i Norrbotten och ingår i Torneälvens huvudavrinningsområde. Äpäräjärvi ligger i Pessinki fjällurskog Natura 2000-område.